# Grup de l'enigmatita
El grup de l'enigmatita és un grup de minerals que forma part del supergrup de la safirina. Els seus membres són:
| Enigmatita           | Na₂Fe2+₅Ti(Si₆O18)O₂         | Tric. 1 : P1 |
| Krinovita            | Na₂Mg₄Cr3+₂(Si₆O18)O₂        | Tric.        |
| Kuratita             | Ca₂(Fe2+₅Ti)O₂[Si₄Al₂O18]    | Tric. 1 : P1 |
| UM1991-29-SiO:FeMgNa | Na₄(Mg₅Fe3+₇)O₄[Si9Fe3+₃O36] |              |
| Wilkinsonita         | Na₂Fe2+₄Fe3+₂(Si₆O18)O₂      | Tric. 1 : P1 |